# Coenonympha tristis
Coenonympha tristis är en fjärilsart som beskrevs av Gradl 1933. Coenonympha tristis ingår i släktet Coenonympha och familjen praktfjärilar. Inga underarter finns listade i Catalogue of Life.